# Claudius Chervin
Claudius Chervin, né le 3 août 1824 à Bourg-de-Thizy (Rhône) et mort le 23 décembre 1896 à Paris, est un pédagogue et un thérapeute français. Spécialiste du bégaiement, il est le fondateur de l'Institution des bègues à Paris.

## Biographie
En 1844, il commence sa carrière dans l'enseignement et devient instituteur à Albigny-sur-Saône jusqu'en 1847. Parmi ses élèves, il compte un enfant atteint de bégaiement. Il tente de le guérir et y parvient. Fort de ce succès, il est mandaté en 1860 par le préfet du Rhône Claude-Marius Vaïsse pour étudier un traitement contre le bégaiement. Conjointement avec son fils, le docteur et anthropologue Arthur Chervin (1850-1921), il poursuit ses expériences à Paris et fonde l'Institut des bègues en 1867 sous les auspices du ministre de l'Instruction publique. Son fils lui succède en 1878.

## Publications

### Pédagogie
- Chervin, Claudius, 1851, Mes récréations, poésies diverses de Claudius Chervin, monographie imprimée.
- Chervin, Caudius, 1857, Méthode de lecture ou Procédé pour apprendre à lire en peu de temps d'une manière conforme à la marche naturelle du langage, ouvrage approprié au goût et à l'intelligence des enfants faisant suite à l'alphabet par un ancien instituteur, (première partie), Paris : Nouvelle librairie classique Victor Sarlit.

### Surdités - Bégaiement
- Chervin, Claudius, 1854, Guérison des bègues, prompte et radicale, sans remède ni opération, mais par l'imitation, Lyon : A. Brun.
- Chervin Claudius, 1863, Les Bienfaiteurs des sourds-muets, Grenoble : Allier Frères.
- Chervin, Claudius, 1864, L'Asile et l'École ouverts aux Sourds-Muets par la méthode de M. le docteur Blanchet, mémoire lu à la Sorbonne dans la réunion des Sociétés savantes.
- Chervin, Claudius, 1865,Statistique décennale des Bègues en France, mémoire lu à la Sorbonne dans la réunion des Sociétés savantes.
- Chervin, Claudius, 1866, Du Bégaiement considéré comme un vice de prononciation, mémoire lu à la Sorbonne dans la réunion des Sociétés savantes.
- Chervin, Claudius, 1867, Rapport à S. Exc. M. le Ministre de l'Instruction publique sur l'Institution des Bègues de Paris.
- Chervin, Claudius, 1870, Nouvelle statistique des Bègues en France, de 1852 à 1867, mémoire lu à la Sorbonne dans la réunion des Sociétés savantes. (traduit en espagnol, italien, anglais et allemand).
- Chervin Claudius, 1895, Bégaiement et autres défauts de prononciation, Paris :  Société d'éditions scientifiques.
- Chervin, Claudius, s.d., Méthode-Chervin appliquée à la cure du bégaiement et de tous les autres défauts de prononciation, méthode autorisée et recommandée par M. le ministre de l'Instruction publique. Extraits de différents rapports officiels, Paris : Institution des bègues.